# Lecane stenroosi
Lecane stenroosi är en hjuldjursart som först beskrevs av Meissner 1908.  Lecane stenroosi ingår i släktet Lecane och familjen Lecanidae. Inga underarter finns listade i Catalogue of Life.